# Eiler Hammond
Eiler Hammond (født 2. februar 1757, død 28. juli 1822) var en dansk præst. 

## Liv og virke
Han blev født på herregården Aagaard på Sjælland som søn af kommerceråd William Hammond og  Louise Charlotte (født Hagerup en datter af biskop Eiler Hansen Hagerup og Anna Cathrine Barhow i Throndhjem). Han blev student fra Slagelse 1776, tog teologisk eksamen 1786 og blev 1788 residerende kapellan i Slagelse og præst i annekset Hejninge. 
I 1789 ægtede han Charlotte Marie van Deurs (d. 1847), en datter af grosserer Jac. Chr. v. Deurs. 
I 1805 blev han provst i Smørum Herred, 1807 amtsprovst i Kjøbenhavns Amt, 1820 amtsprovst i Gamle Roskilde Amt og domprovst og sognepræst ved domkirken i Roskilde, hvor han døde. 

### Bondeseminariet
Hans virksomhed for skolevæsenets udvikling mødte fortjent opmærksomhed fra regeringens side og påskønnedes ved en kongelig resolution 1796, der tillige indeholdt løfte om forfremmelse. Samme år blev han præst i Brøndbyvester og Brøndbyøster, hvor han fortsatte sin virksomhed for almuens oplysning og gennemførte sin plan om offentlig undervisning i vinteraftenerne, hvorfor han modtog regeringens tak i en kancelliskrivelse 1801. 
For at bidrage til havedyrkningens fremme påtog han sig ved siden af sin øvrige virksomhed efter Landhusholdningsselskabets opfordring tillige at undervise seminaristerne i anlæggelse af køkken- og blomsterhaver.

### Fattigvæsenet
Efter regeringens opfordring udarbejdede han en plan for fattigvæsenets ordning på landet, som blev lagt til grund for Forordningen af 28. Maj 1802 om Fattigvæsenet i Sjælland. Samme år fik han som led i bestræbelserne på at få uddannet skolelærere til den da endnu kun planlagte landsomfattende folkeskole befaling til at oprette et skolelærerseminarium i Brøndbyvester Præstegaard. I en længere årrække var han seminariets forstander, hvorfor han efter kongelig befaling atter fik en påskønnelse igennem en kancelliskrivelse 1804.